# Euonymus glandulosus
Euonymus glandulosus là một loài thực vật thuộc họ Celastraceae. Loài này có ở Malaysia và Philippines.